# Přerov
Přerov (tyska: Prerau) är en stad i Mähren i östra Tjeckien, omkring 25 kilometer sydost om Olomouc. Staden har 43 994 invånare (2016).
Přerov är en viktig väg- och järnvägsknutpunkt med kemisk och finmekanisk industri samt livsmedelsindustri. Staden grundades på 1000-talet, och har ett slott från 1500-talet, en gång bebott av Mattias Corvinus, samt en botanisk trädgård. I Přerov verkade som lärare Johan Amos Comenius, över vilken en staty har rests i staden.